# Warmeinlage
Warmeinlagen sind die winterfesten Ausstattungen von Thermo-Bekleidung aus relativ leichten Oberstoffen.
Die Wärmehaltung und der Temperaturausgleich erfolgt durch leichte, aber voluminöse Vliesstoffe mit einer Dicke von mindestens drei Millimetern. Manchmal werden sie multifunktional mit Nässesperr-Membranen kombiniert. Die Warmeinlagen können als Innenstepper mit dem Kleidungsstück fest vernäht werden oder als Hängevlies lose aufgehängt eingenäht werden.
Wichtig ist der gute Zusammenhalt der die Einlage bildenden Fasern, damit sich diese im Gebrauch nicht voneinander lösen und nach einigen Wäschen oder Reinigungen durch den Oberstoff dringen. Das gilt für alle Herstellungsarten, egal ob gewebt, geraschelt oder als Vlies.